# Il matrimonio del mio ex fidanzato
Il matrimonio del mio ex fidanzato (Heute heiratet mein Ex) è un film del 2006 diretto da Edzard Onneken.

## Trama
Paula Andersen è una educatrice di Berlino che convive con Josh, un coinquilino omosessuale, conosciuto quando otto anni prima è stata lasciata da Jan in un distributore di benzina. Un giorno Paula riceve una lettera d'invito al matrimonio tra Jan e la futura moglie Yvette, ma è molto restia a parteciparvi, anche se alla fine Josh la convince, offrendosi di accompagnarla come suo compagno. Tuttavia Josh si frattura una gamba e quindi Paula chiede di essere accompagnata dal suo vicino di casa, Ben, anche se quest'ultimo non riesce a capire cosa abbia in mente.
Al matrimonio però i due hanno modo di conoscersi e Jan sembra affascinato da Paula con colui che sembra il suo nuovo fidanzato.